# Drenova (jezero)
Drenova je jezero u Bosni i Hercegovini i nalazi se na području općine Prnjavora. Udaljeno je desetak kilometara od grada i nalazi se u mjesnom području Drenove i Donjih Vijačana.